# グーの惑星
『グーの惑星』（グーのわくせい、World of Goo）は、2008年に2D Boyより発売されたアクションパズルゲーム。日本では2009年4月21日にWiiウェアとして、2017年5月25日にNintendo Switch用ソフトとして発売された。

## 概要
アメリカのサンフランシスコにある社員2人の会社・2D Boyが製作したゲーム。日本ではWiiウェアとして任天堂からダウンロード販売されたが、欧米ではパソコン用ゲームとして店頭販売もされている。パソコン用は2D Boy自らが発売元となっている。開発者によるとWiiウェア用製作の理由は、良質なゲーム製作に大容量となるシステムやグラフィックは必ずしも必要ではないという（事実『グーの惑星』も複雑な画像表現などはほとんど使っていない）コンセプトが自分達はあり、それとWiiおよびWiiウェアのコンセプトが合致したためだという。
本作は海外できわめて高い評価を得た作品である。北米のコンピュータゲーム表彰式であるインディペンデント・ゲーム・フェスティバルの2008年では7つある部門の内イノベーション賞と優秀技術賞の2つの賞を獲得し、アメリカのゲーム開発者向けイベントであるゲーム・デベロッパーズ・カンファレンスでは2008年の最優秀ダウンロードゲームという賞を獲得している。売上においても、Wiiウェア版は北米と欧州のWiiにおける2009年のダウンロード合計売上額では、Wiiウェアでは第1位、バーチャルコンソールを含めても任天堂の『スーパーマリオブラザーズ3』に次ぐ2位という大変良好な売上を挙げている。日本では海外ほど圧倒的な支持や評価は無いものの、『Wiiショッピングチャンネル』の「人気ソフト（ダウンロード数の上位20作品）」にしばしば入るなど比較的順調な売上を見せている。
2009年11月から2010年1月（日本では2009年11月17日から2010年1月31日）まで配信が行われていたWiiウェア体験版では、本作の体験版がラインナップの一つとして配信されていた。

## システム
タイトルにもなっている不思議な生物「グー」をゴールまで導き、ゴールさせた数がボーダーラインとなる数を超えればクリアできるという、同ジャンルのゲームで言うと『レミングス』のようなシステムを持つ。
地上にいるグーは自力で動くことができないが、グーを持ち上げて移動すると、持ち上げたグーは一定距離内のグーとの間に自分達をつなぐクモの糸のような道を作り出し、グーを離すと掴んでいたグーと道がその形に固定され、ほかのグーはその道を伝ってのみ移動することができる。この道をゴールとなるパイプまで道を伸ばしていく。
しかし、この道は重力などの影響を受けるため、細いまま極端に長く伸ばしたり、強い揺れや振動を与えるなどすると道は崩壊してしまう。また、前述のように道となったグーはその位置に固定されるため、あまり大量のグーを道作りに使うと、ゴールまでの道ができてもクリアに必要な数のグーがいなくなってしまう。そのため、必要最低限な数のグーを使いつつも、無理の無い構造の道を作っていかなくてはいけない。